# Albani
Albani Bryggerierne A/S er et bryggeri i Odense, Fyn. Bryggeriet er en del af Royal Unibrew.

## Historie
Bryggeriet Albani blev grundlagt i 1859. På den tid var efterspørgslen efter udenlandsk øl stærkt voksende. Særligt interessen for bayersk øl var stor. Den odenseanske apoteker Gustav Lotze (1825-1893) fik idéen om at etablere et bayersk ølbryggeri i Odense. Det blev imidlertid ikke ham selv, men studiekammeraten, cand.pharm. Theodor Schiøtz (1821-1900), der i 1859 realiserede planerne sammen med grosserer Edvard Ferdinand Esmann og Johan Frederik Rasmussen.
Albani blev en af de første industrivirksomheder i den fynske hovedstad, og det blev den første virksomhed i byen, der blev omdannet til et aktieselskab i 1868 med Schiøtz som adm. direktør, hvilket han var indtil 1889. Bryggeriet blev opført et stykke uden for byen i en nygotisk stil efter tegninger af Bernhard Seidelin. Siden har byen dog omringet bryggeriet, der nu ligger i centrum af Odense.
Bryggeriet voksede hurtigt. Allerede i 1874 udvidedes bryggeriet, og igen i 1900 byggede Albani til som følge af, at man med de nye flaskeøl gik over til mekaniserede aftapningsanlæg. Ved århundredeskiftet kom der også gang i bølgen af opkøb. Mindre bryggerier, hovedsagelig fra det øvrige Fyn blev opkøbt af Albani Bryggerierne. I 1905 overtog Albani Slotsbryggeriet i Odense, i 1913 Bryggeriet Sydfyn, Faaborg, og i 1923 Bogense Bryggeri.
Schiøtz blev efterfulgt som adm. direktør i 1889 af brygger cand.pharm. V. Arntz (død 1920), dernæst fra 1919 brygger, cand.pharm. O. Schiøtz (1863-1938) og fra 1926 brygger, cand.pharm. R.P. Hansen (1869-1930). Bryggeriet Odense blev en del af Albani i 1934. Samme år blev direktøren for dette bryggeri, Jens Aage Marstrand, adm. direktør for Albani Bryggerierne.
Indtil 1950 var bestyrelsesformændene først bankdirektør Lorenz Bierfreund (1817-1891), konferensråd, tidl. borgmester George Koch (1827-1914), læge Ehnhuus (d. 1922), sparekassedirektør Nicolai Dreyer (1864-1938) og bankdirektør Georg Jacobsen (1874-1960).
I 1956 købte Albani Sønderborg Bryghus. Svendborg Bryghus blev opkøbt i 1968, mens Bryggeriet Carlsminde kom til i 1972. Bryggeriet Slotsmøllen i Kolding kom til i 1986. Ti år senere overtog Albani Mineralvandsfabrikken Baldur i Esbjerg, som i en kort periode (1999-2000) blev brugt til aftapning af bl.a. Maribo øl. Maribo Bryghus kom til i 1997, og stoppede produktionen i Maribo i april 2008.

## I dag
Gennem det seneste årti er der sket en gradvis modernisering af bryggeriet, ligesom en lang række nye øl er kommet til. Udover Odense Pilsner, som blev lanceret i 1934, kom i 1999 Odense Classic, der også fås i en rød udgave; Odense Rød Classic. Derudover lancerede Albani i 200-året for H.C. Andersen lanceret en H.C.Andersen-øl, som hvert år frigives 2. april på digterens fødselsdag., I sæsonen fås Påskebryg, Blå Julebryg (lanceret 1960) og Rød julebryg.
Albani Bryggerierne beskæftiger omkring 200 medarbejdere. Albani blev i 2000 en del af Royal Unibrew A/S (til 2005 Bryggerigruppen).